# Связь в Норвегии
Связь в Норвегии находится на достаточно высоком уровне развития.

## Телефония
При населении страны в 4,9 млн. человек количество абонентов сотовых сетей приближается к 4,7 млн. человек при снижении числа выделенных стационарных линий до 2 млн.
Телефонный код страны — 47. Все телефонные номера состоят из восьми цифр, причём каждому региону соответствует первая (иногда даже первые две) цифра телефонного номера. С цифр 4, 58 и 59 начинаются современные мобильные номера.

## Радио и телевидение
Государственная телерадиокомпания NRK является крупнейшим телерадиовещателем в стране. В её распоряжении находятся три радиостанции: NRK P1 (общая тематика), NRK P2 (культурно-просветительская тематика), NRK P3 (музыкальная радиостанция для молодёжи). В стране также есть Интернет-радиостанция Ordentlig Radio. В ведении NRK есть четыре государственных телеканала: NRK1 (главный телеканал), NRK2 (научно-популярные и документальные фильмы), NRK3 (молодёжный телеканал) и NRK Super (телеканал для детей).
Телерадиовещание в стране также ведётся и на саамском языке, а для глухонемых также работает специальный телеканал NRK1 Tegnspråk с сурдопереводом. Из частных телеканалов выделяются TV 2, TVNorge и Viasat 4.

## Интернет
Норвегия стала первой неанглоязычной страной, в которой появился Интернет: в 1973 году норвежский институт сейсмических исследований NORSAR в Хьеллере соединился с американским сейсмическим центром SDAC, подключённым к компьютерной сети ARPANET с целью контроля за исполнением договора с СССР о нераспространении ядерного оружия и фиксирования подземных толчков, вызванных ядерными испытаниями. К 2006 году число пользователей Интернета составило 79% от населения страны, а к 2012 году — все 95%.
В Норвегии зарегистрирован домен национального уровня .no, также там есть своя точка обмена интернет-трафиком под названием NIX, расположенная в Осло.